# Новосвеженское сельское поселение
Новосве́женское се́льское посе́ление — упразднённое сельское поселение в Шацком районе Рязанской области.
Административный центр — посёлок Свеженькая.

## История
Законом Рязанской области от 13 ноября 2006 года № 144-ОЗ, 16 ноября 2006 года было преобразовано, путём его разделения, Желанновское сельское поселение — на Желанновское сельское поселение с административным центром в селе Желанное и Новосвеженское сельское поселение с административным центром в посёлке Свеженькая.
Законом Рязанской области от 11 мая 2017 года № 24-ОЗ, 23 мая 2017 года были преобразованы, путём их объединения Ямбирнское и Новосвеженское сельские поселения — в Ямбирнское сельское поселение с административным центром в селе Ямбирно.

## Население
| 2010 | 2011 | 2012 | 2013 | 2014 | 2015 | 2016 |
| ---- | ---- | ---- | ---- | ---- | ---- | ---- |
| 23   | ↗32  | ↘18  | ↘17  | ↘12  | ↘8   | →8   |
| 2017 |      |      |      |      |      |      |
| ↘6   |      |      |      |      |      |      |

## Состав сельского поселения
В состав сельского поселения входят 2 населённых пункта
- Свеженькая (посёлок, административный центр) — 26[11]
- Третий километр (посёлок) — 6[11]